# Nicrophorus semenowi
Nicrophorus semenowi là một loài bọ cánh cứng trong họ Silphidae được miêu tả bởi Reitter in 1887.